# Lomonoszov (település)
Lomonoszov (oroszul: Ломоносов) város Oroszország európai részén, Szentpétervártól 40 km-re, a Finn-öböl déli partján. Közigazgatásilag Szentpétervár Petrodvoreci kerületéhez tartozik. Népessége 42 505 fő (2010).
Finn neve: Kaarosta, orosz neve 1948-ig Oranienbaum (oroszul: Ораниенбаум) volt; a régies német szó jelentése: "narancsfa". A legenda szerint az itteni főúri park üvegházaiban ilyen és hasonló díszfákat is neveltek; egy narancsfa a település régi címerében is látható. Valójában az Anhalti Hercegség szépen hangzó helységnevét vették át, és az eredetinek sincs köze a narancshoz, jelentése az Orániaiak fája.  Lomonoszov, a híres orosz tudós nevét a város 1948-ban vette fel, akinek 1753-tól egy közeli faluban üveg- és mozaikkészítő manufaktúrája működött. Az  „Oranienbaum” nevet az itteni egykori főúri és cári rezidencia múzeummá alakított épületegyüttese viseli, melyet Szentpétervár és környéke más műemlékeivel együtt 1990-ben felvettek az UNESCO világörökség listájára.
A város gazdasági életében a vasúti kocsik berendezéseinek gyártása és a hadiiparhoz kapcsolódó vállalatok tevékenysége a meghatározó. Aktív lakosságának jelentékeny része Szentpétervárra jár be dolgozni, mellyel vasútvonal és a városon keresztül haladó országút köti össze. Tengeri kikötőjéből rendszeres kompjárat közlekedik a Finn-öböl szigetén fekvő Kronstadtba.

## Történeti áttekintés
A 18. század elején  I. Péter bizalmasának és harcostársának, A. D. Mensikovnak a svédektől elhódított partszakaszon földterületet adományozott. Mensikov Peterhof szomszédságában, a Karaszta-folyó torkolatánál építtette fel palotáját, későbbi nevén a Nagy palotát. Az építkezés környékén téglavetők, fűrészmalmok alakultak, az öböl partján kisebb teherkikötő létesült. Miután 1727-ben Mensikov kegyvesztett lett és Szibériába száműzték, palotája és a köré telepített park az államkincstár kezelésébe került. A század közepén Pjotr Fjodorovics trónörökös, a későbbi III. Péter cár kapta meg a birtokot, ahol számára kisebb erődítményt és kastélyt építettek. A rezidencia körül fokozatosan kialakult Oranienbaum 1780-ban városi rangra emelkedett, területére a század végén I. Pál helyőrséget telepített. Ettől kezdve állandóan katonai alakulatok állomáshelye volt.

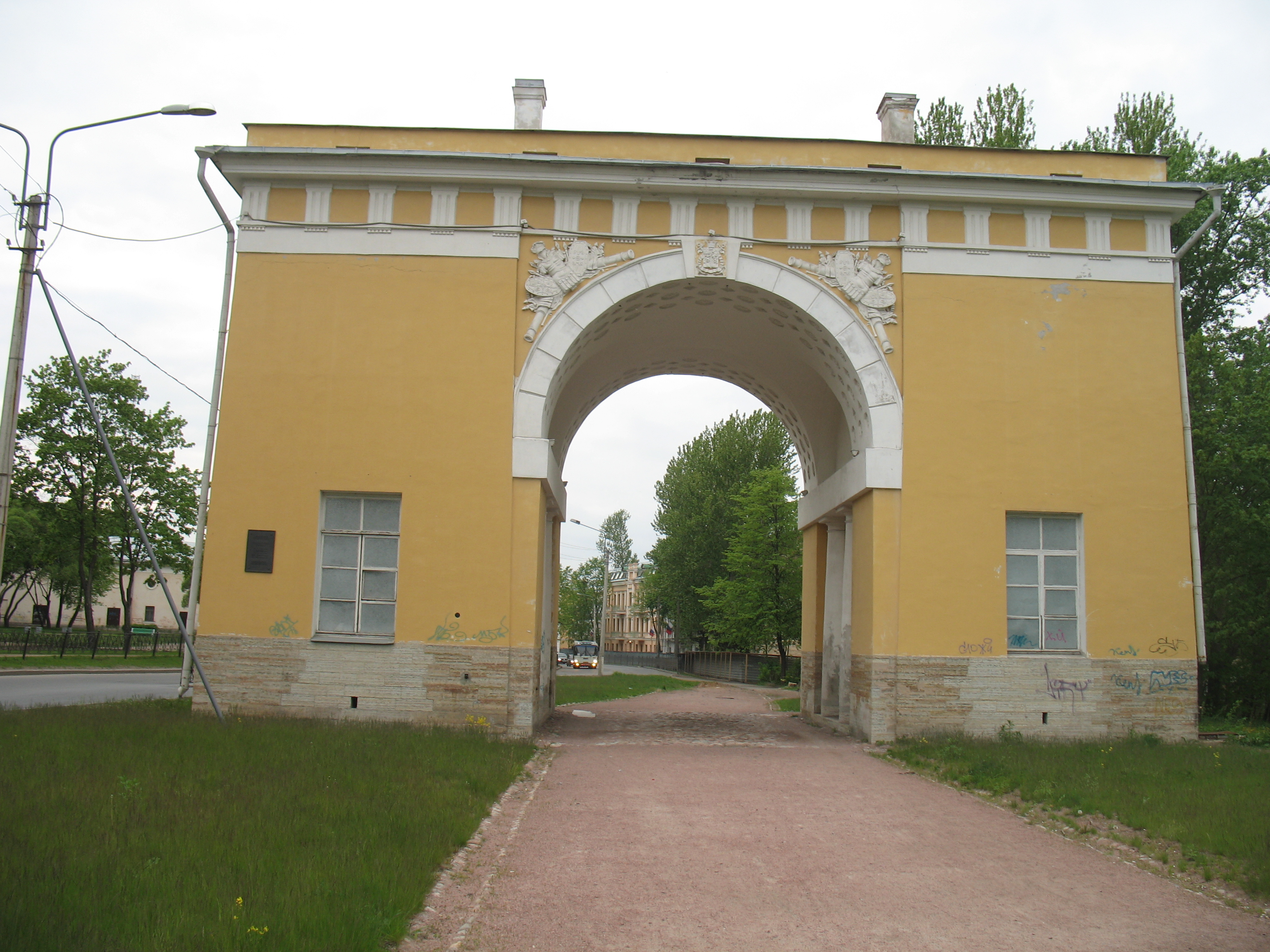
Régi városkapu Lomonoszov városban

A 19. század elején a várost Vaszilij Sztaszov építész és mások rendezési terve szerint kezdték beépíteni. Ebből az időből maradt fenn a városi hivatal klasszicista stílusú épülete (1815–1824) és a városkapu (1826–1829); 1864-ben megindult a vasúti közlekedés, felépült a vasútállomás ma is álló épülete. A vasút eredményeként a város népszerű nyaralóhellyé vált, jellegzetesen északi stílusú fa- vagy fabetétes nyaralók sora épült. A szovjet forradalom után az itteni paloták és parkok is állami tulajdonba kerültek. A második világháború idején a Finn-öbölnek ezt a parti sávját a német csapatok nem szállták meg, így a háborús pusztítás Oranienbaumot és műemlékeit a szomszédos területeknél kevésbé sújtotta.
A város arculata az 1960-as évektől sokat változott: a fából készült régi nyaralók, lakóházak legnagyobb többségét lebontották, a déli városrészen új lakótelepeket alakítottak ki. A palotaépületek egy részét a háború utáni időkben helyreállították; teljes felújításuk csak az 1990-es években kezdődött meg.

## Paloták és parkok

### A Mensikov-palota
Mensikov herceg palotájának építését az olasz  Domenico Fontana tervei alapján 1710-ben kezdték el, de később félbehagyták, majd a német Gottfried  Schedel irányításával folytatták és 1725 körül fejezték be. (Ugyanők emelték Mensikov szentpétervári palotáját is.) Először a központi épület készült el, utána a két oldalán hozzá csatlakozó galériasor, végül az ezeket lezáró egy-egy barokkos díszítésű, kupolával magasított pavilon. Az egyik pavilont templomnak rendezték be, a másik neve Japán pavilon lett. A főépület tetejére hercegi koronával díszített kis tornyot helyeztek. A palota magasított teraszra épült, ahonnan díszlépcső vezet az alatta elterülő parkhoz. Ebből az alsó parkból kb. 1 km hosszú csatorna vezetett a tengeri kikötőhöz (Petrodvorec vagy Sztrelna parkjaihoz hasonlóan), de ennek egy részét később beépítették, a palota és a tenger közötti területen halad a vasút és az országút nyomvonala. A palota eredeti belső kiképzése a főépület előcsarnokában és dísztermében, valamint a Japán pavilonban maradt fenn.
Az alsó park nyugati részén külön álló arányos, egyemeletes épület volt a Képtár, amely a könyvtár és a koncertterem szerepét is betöltötte. A park ellenkező, keleti részén dísznövények nevelésére szolgáló üvegház állt (Orangerie), ez azonban nem marad fenn.

### A Peterstadt erőd
A 18. század közepétől a Nagy palota körüli magas teraszon, de a palotától távolabb nagy kiterjedésű park és két külön épületcsoport létesült. A Pjotr Fjodorovics trónörökös, (1761-1762 között: III. Péter cár) kedvteléseit szolgáló erődöt 1756-1762 között alakították ki, előbb csak fából, majd több részét kőből is. Kis méretű, de szabályos csillag alakú erőd volt várárkokkal, felvonóhidakkal, fegyvertárral. Az építkezés Antonio Rinaldi vezetésével folyt, ő tervezte III. Péter itteni kastélyát és a Karaszta-folyó völgyében létesített díszparkot is. Mindebből napjainkra III. Péter egyemeletes, barokk stílusú kastélyának épülete, az erődből pedig csupán az egykori kőből emelt kapu maradt fenn.

### A Magánnyaraló

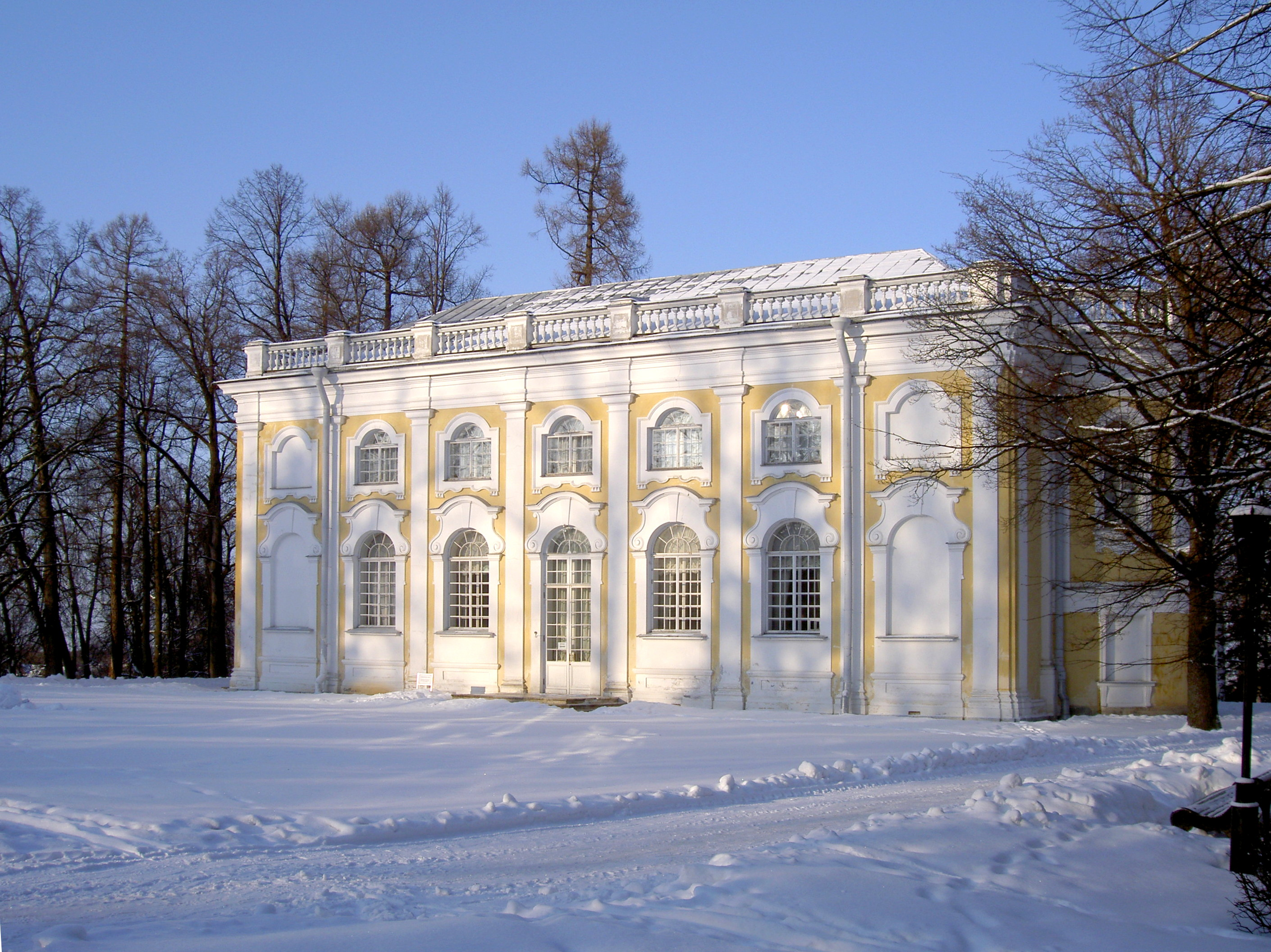
A Kőterem

A másik épületcsoport II. Katalin több egységből álló ún. Magánnyaralója (Собственная дача, Szobsztvennaja dacsa). Első létesítménye, a Kőterem (Каменный зал, Kamennüj zal) tíz évvel Katalin hatalomra kerülése előtt készült és koncertek, táncestek, jelmezbálok rendezésére szolgált. Később a földszintes épületet evangélikus templommá alakították át. A Magánnyaraló többi része II. Katalin idején épült, kialakításuk Antonio Rinaldi nevéhez fűződik. Közülük leghíresebb a Kínai palota (1762–1768) és a Lesikló-domb (Катальная горка, Katalnaja gorka) pavilonja.
A Kínai palota (1762–1768) egyszintes, barokk épület, nevét a belső tereket díszítő motívumokról kapta. Hírét rendkívül gazdag és egységes stílusú belső kiképzésének köszönheti, képző- és iparművészeti szempontból egyaránt értékes alkotás. Stukkódíszeit, intarziás padlóját, mennyezeti freskóinak elrendezését az építész, Antonio Rinaldi tervezte. Hátsó homlokzatának üvegezett galériája a park százéves tölgyfáira néz. Eredetileg az épület körül geometriai vonalak szerint alakított angol parkot telepítettek, az 1850-es években a parkot francia stílusú parkká alakították át. A palotát a háború folyamán viszonylag kisebb sérülések érték; a helyreállítás után, 1961-ben megnyitották a nagyközönség előtt.
A Lesikló-domb barokk ízlésű, gazdagon díszített pavilonja nagyjából ugyanabban az időben épült. A „domb” lényegében külön erre a célra létesített, több mint 500 m hosszú, hullámos lesiklópálya volt, fából készült síneken, fakerekű szánkókkal lehetett rajta lesiklani. (Ez a nyári „szánkózás” széles körben elterjedt szórakozás volt.) Az itteni lesikló pályát végig dupla oszlopsorok, díszkutak, dekoratív vázák és szobrok vették körül, melyek a nézők kényelmét szolgálták. Napjainkra ebből csak a kétemeletes pavilon maradt fenn, tetején furcsa, harang alakú kis kupolával. Maga a lesiklópálya az épület déli homlokzatánál, 20 m magasságban kezdődött. Használatát 1801-ben megszüntették, mert repedezni kezdett és veszélyessé vált, az 1860-as években lebontották, helyén fasort telepítettek.